# Zelený svaz
Zelený svaz (finsky Vihreä liitto, švédsky Gröna förbundet, také Vihreät – De Gröna – „Zelení“) je finská politická strana prosazující zelenou politiku.
Zelený svaz byl založen v roce 1987 a o rok později byl zaregistrován jako politická strana. Sdružoval několik sociálních hnutí. Kromě ekologického proudu aktivistů se ve straně sdružovali i lidé, kteří bojovali za lidská práva, rovnost žen, zdravotně postižených, gayů, leseb a dětí. Kromě otázek životního prostředí hrají také velkou roli práva menšin a posílení demokracie. Mělo by být dosaženo nové formy účasti a dobrého kontaktu s občanskou společností.
Ve velkých městech a jejich okolí je podpora zelených nejvyšší. V Helsinkách je podíl jejich voličů i 20 %. Ve finském parlamentu má 13 poslanců. V Evropském parlamentu finské zelené zastupují poslanci Heidi Hautala a Ville Niinistö. Předsedkyní strany je od 10. června 2023 Sofia Virta.

## Volební výsledky

### Parlamentní volby
| Volební rok | Počet hlasů | hlasy v % | Počet mandátů | Změna |
| ----------- | ----------- | --------- | ------------- | ----- |
| 1987        | 115 988     | 4,03 %    | 4             |       |
| 1991        | 185 894     | 6,82 %    | 10            | ▲+6   |
| 1995        | 181 198     | 6,52 %    | 9             | ▼−1   |
| 1999        | 194 846     | 7,27 %    | 11            | ▲+2   |
| 2003        | 223 846     | 8,01 %    | 14            | ▲+3   |
| 2007        | 234 429     | 8,46 %    | 15            | ▲+1   |
| 2011        | 213 172     | 7,25 %    | 10            | ▼−5   |
| 2015        | 253 102     | 8,53 %    | 15            | ▲+5   |
| 2019        | 354,194     | 11,5 %    | 20            | ▲+5   |
| 2023        | 217,426     | 7,03 %    | 13            | ▼−7   |

### Evropské volby
| Volební rok | Počet hlasů | hlasy v % | Počet mandátů | Změna |
| ----------- | ----------- | --------- | ------------- | ----- |
| 1996        | 170 670     | 7,6 %     | 1             |       |
| 1999        | 166 786     | 13,4 %    | 2             | ▲+1   |
| 2004        | 172 844     | 10,4 %    | 1             | ▼-1   |
| 2009        | 206 439     | 12,4 %    | 2             | ▲+1   |
| 2014        | 160 967     | 9,3 %     | 1             | ▼-1   |
| 2019        | 292,892     | 16,0 %    | 2             | +1    |